# Przepływ naddźwiękowy

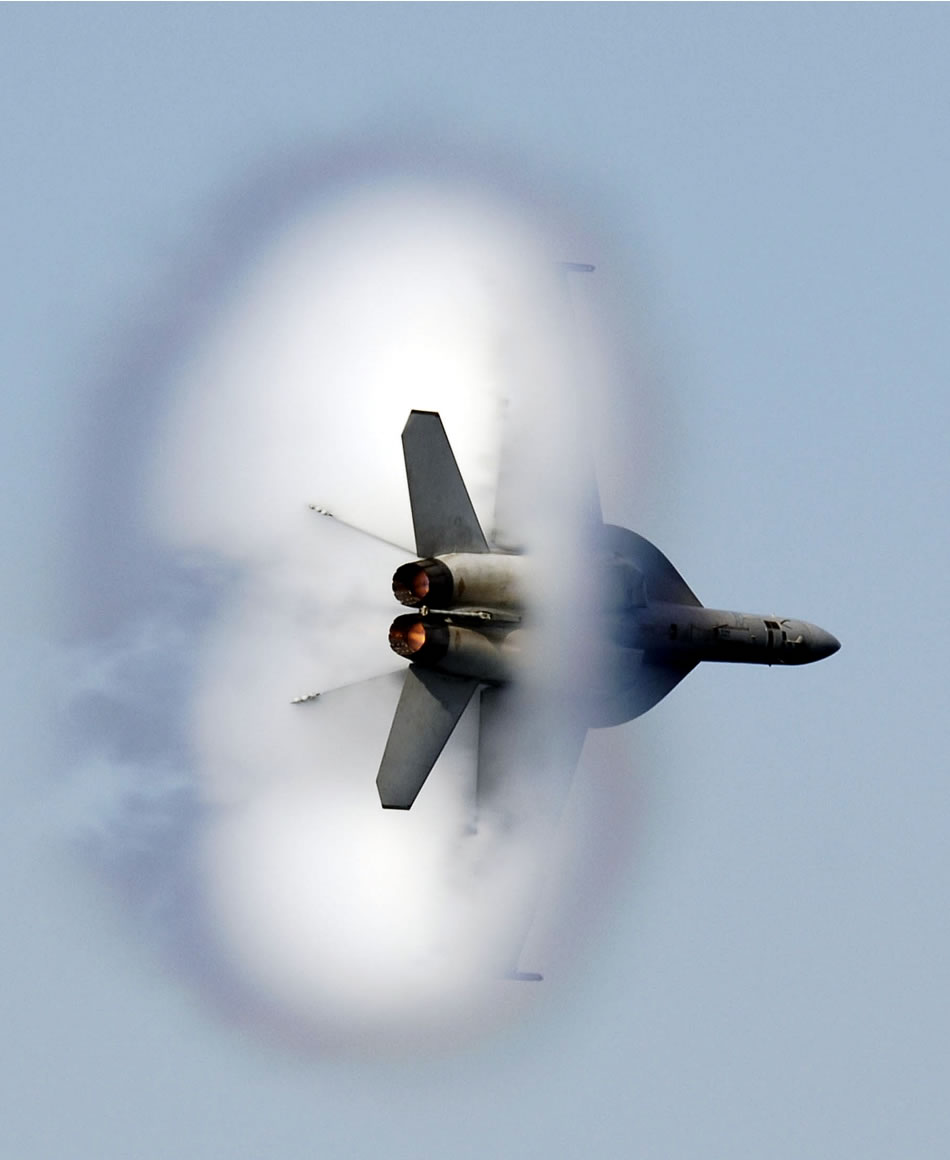
Ponaddźwiękowy samolot Marynarki Wojennej USA F/A-18E/F Super Hornet poruszający się z prędkością naddźwiękową.

Przepływ naddźwiękowy – przepływ z prędkością większą niż prędkość rozchodzenia się dźwięku. Zachodzi między innymi w niektórych urządzeniach przepływowych. Przykładem może być dysza de Lavala.